# Bezgovica (Osilnica, Slovenija)
Bezgovica je naselje u slovenskoj Općini Osilnici. Bezgovica se nalazi u pokrajini Dolenjskoj i statističkoj regiji Jugoistočnoj Sloveniji. 

## Stanovništvo
Prema popisu stanovništva iz 2002. godine naselje je imalo 12 stanovnika.